# Jiří Drvota
 Jiří Drvota  (30. listopadu 1922 – 30. listopadu 2007) byl československý basketbalista, olympionik a mistr Evropy. Byl hráčem Uncas Praha, se kterým získal dva tituly mistra republiky a dvě druhá místa v ligové soutěži. V letech 1948 až 1950 hrál za Sokol Pražský, s nímž v basketbalové lize získal v roce 1949 bronzovou medaili.
Československo reprezentoval na letních olympijských hrách 1948 v Londýně, kde s národním týmem skončil v olympijské basketbalové soutěži na 7. místě. S reprezentačním družstvem získal zlaté medaile v roce 1946 na evropském šampionátu v Ženevě a O rok později na šampionátu v Praze stříbrné medaile za umístění na druhém místě. Celkem odehrál za československou basketbalovou reprezentaci 45 zápasů v letech 1946–1948.,,
V roce 2004 byl uveden do Síně slávy českého basketbalu.

## Hráčská kariéra

### Kluby
- 1944–1948 Uncas Praha (mistr 1944, 1945, 2. místo 1940, 1947), 1948-1950 Sokol Pražský (3. místo 1949)

### Československo
- 45 utkání za Československo (1932–1948)
- úspěchy
  - mistr Evropy 1946, Ženeva (1 zápas, 4 body) , vicemistr Evropy 1947, Praha (2 zápasy, 6 bodů)
  - Olympijské hry 1948 Londýn, 7. místo (3 zápasy, 8 bodů)